# Дратвин, Михаил Иванович
Михаил Иванович Дратвин (11 ноября 1897 года, деревня Екимово, ныне Галичский район, Костромская область — 12 декабря 1953 года, Москва) — советский военный деятель, генерал-лейтенант (1 сентября 1943 года).

## Начальная биография
Михаил Дратвин родился 21 ноября 1897 года в деревне Екимово (ныне — Галичский район Костромской области).
После окончания в 1911 году городского училища работал в Управлении Петербургских городских телеграфов. В 1914 году окончил телеграфную школу.

## Военная служба

### Первая мировая и гражданская войны
В 1916 году был призван в ряды Русской императорской армии, после чего чиновником полевой почтово-телеграфной конторы принимал участие в боевых действиях в ходе Первой мировой войны на Северном и Западном фронтах.
В июне 1918 года был призван в ряды РККА, после чего служил красноармейцем-телеграфистом в батальоне связи районных войск Петрограда, затем — помощником начальника кабельного отделения Петроградского инженерного батальона, с октября — начальником кабельного отделения батальона связи районных войск Петрограда. С октября 1919 года Дратвин состоял для поручений при начальнике связи внутренней обороны Петрограда, в декабре был назначен на должность помощника начальника, а затем — на должность начальника связи Петроградского укреплённого района.
Находясь на должностях начальника и комиссара отдела связи штаба Петроградского укреплённого района, в марте 1921 года принимал участие в ходе подавления Кронштадтского восстания.

### Межвоенное время
После окончания военных действий Дратвин назначен на должность начальника и комиссара отдела связи штаба Ленинградского военного округа, а в октябре 1924 года в качестве военного советника по связи направлен в специальную командировку в Китай от Главного управления РККА. После возвращения из Китая в сентябре 1926 года был назначен на должность командира и комиссара 2-го полка связи (Ленинградский военный округ).
В октябре 1927 года направлен на учёбу в Военную академию имени М. В. Фрунзе, после окончания которой в марте 1931 года назначен на должность начальника войск связи Московского военного округа, в июле 1935 года — на должность начальника отдела и помощника начальника Управления связи РККА, в мае 1936 года — на должность помощника начальника кафедры тактики высших соединений Военной академии Генерального штаба, а с декабря того же года исполнял должность военкома и помощника начальника этой же академии по политической части.
В августе 1937 года назначен на должность начальника Военной электротехнической академии РККА, однако в ноябре того же года вновь был направлен в Китай, где назначен на должности военного атташе при советском полпредстве и главного военного советником.
С июля 1938 года состоял в распоряжении Разведывательного управления РККА и в январе 1939 года — назначен на должность начальника 11-го отдела Генштаба РККА, при этом курировал специальные командировки советских военных специалистов в Китай и Испанию. В декабре того же года назначен на должность начальника Управления делами НКО СССР, а в апреле 1941 года — на должность старшего преподавателя Военной академии Генерального штаба.

### Великая Отечественная война
С началом войны находился на прежней должности.
В июле 1941 года назначен на должность командира 275-й стрелковой дивизией, которая принимала участие в боевых действиях на Днепре, а затем в районе города Красный Лиман. За успешное выполнение дивизией заданий командования, умелое командование и личный героизм в этих боях Михаил Иванович Дратвин был награждён орденом Красного Знамени.
В январе 1942 года назначен на должность заместителя командующего 37-й армией по тылу, в сентябре — на должность заместителя начальника управления тыла Закавказского фронта, а в марте 1943 года — на должность заместителя командующего войсками этого же фронта по тылу. Дратвин организовал работу тыловых частей фронта, что позволило обеспечить воинские части необходимым для ведения боевых действий, за что награждён орденом Отечественной войны 1 степени.
С апреля 1944 года состоял в распоряжении Маршала Советского Союза Г. К. Жукова и выполнял задачи по координации действий 47-й и 48-й армий, которые вели наступательные боевые действия от Днепра до Вислы.
В январе 1945 года назначен на должность командира 47-го стрелкового корпуса, который вёл боевые действия в ходе Млавско-Эльбингской, Восточно-Померанской и Берлинской наступательных операций. За отличия при освобождении города Гданьск корпус получил почётное наименование «Гданьский».

### Послевоенная карьера

Могила Дратвина на Новодевичьем кладбище Москвы.

В июне 1945 года Дратвин направлен в Советскую военную администрацию в Германии, где служил на должностях заместителя начальника, начальника штаба и заместителя главноначальствующего. Затем его перевели в Генеральный штаб на должность начальника Управления по связи с армиями стран народной демократии.
В декабре 1949 года назначен на должность заместителя начальника 2-го Главного управления — начальника 10-го отдела Генерального штаба Вооружённых Сил СССР, отвечавшего за военное сотрудничество и в марте 1951 выделенного в отдельное 10-е управление МО.
В декабре 1951 года направлен на учёбу на Высшие академические курсы при Высшей военной академии имени К. Е. Ворошилова, после окончания которых в январе 1953 года назначен на должность заместителя начальника Военно-дипломатической академии.
Генерал-лейтенант Михаил Иванович Дратвин умер 12 декабря 1953 года в Москве. Похоронен на Новодевичьем кладбище.

### Оценки деятельности
М. И. Дратвин был эрудированным и опытным работником, хорошим организатором и исполнителем. И вот как-то заходит ко мне возбужденный Дратвин и спрашивает: «Как вы работаете со Штеменко?» Я ему ответил, что,мол, трудновато, грубит часто. А он мне в ответ: «Я с ним работать не могу!» Через несколько дней после еще одного «крупного» разговора со Штеменко генерал Дратвин скончался от инфаркта. - генерал-полковник Глебов И.С.

## Воинские звания
- Комбриг (2 декабря 1935 года)
- Комдив (19 февраля 1938 года)
- Генерал-майор (4 июня 1940 года)
- Генерал-лейтенант (1 сентября 1943 года)

## Награды
- Три ордена Ленина (21.02.1945, 29.05.1945, 24.06.1948);
- Четыре ордена Красного Знамени (22.02.1938, 27.12.1941, 3.11.1944, 1949);
- Орден Суворова 2-й степени (10.04.1945);
- Орден Кутузова 2 степени (29.07.1944);
- Орден Отечественной войны 1 степени (22.02.1943);
- Медали;
- Иностранные награды;
- Наградное оружие[1][4].